# Caecilia volcani
Espèce
Statut de conservation UICN

 DD  : Données insuffisantes
Caecilia volcani est une espèce de gymnophiones appartenant à la classe des amphibies, de la famille des Caeciliidae.

## Répartition
Cette espèce est endémique de l'Ouest du Panamá. Elle se rencontre entre 550 et 1 180 m d'altitude.

## Publication originale
- Taylor, 1969 : A new Panamanian caecilian. University of Kansas Science Bulletin, vol. 48, n. 11, p. 315-323 (texte intégral).